# Heinrich Hansen (Maler)

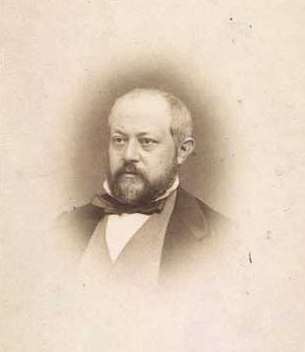
Heinrich Hansen, 1865

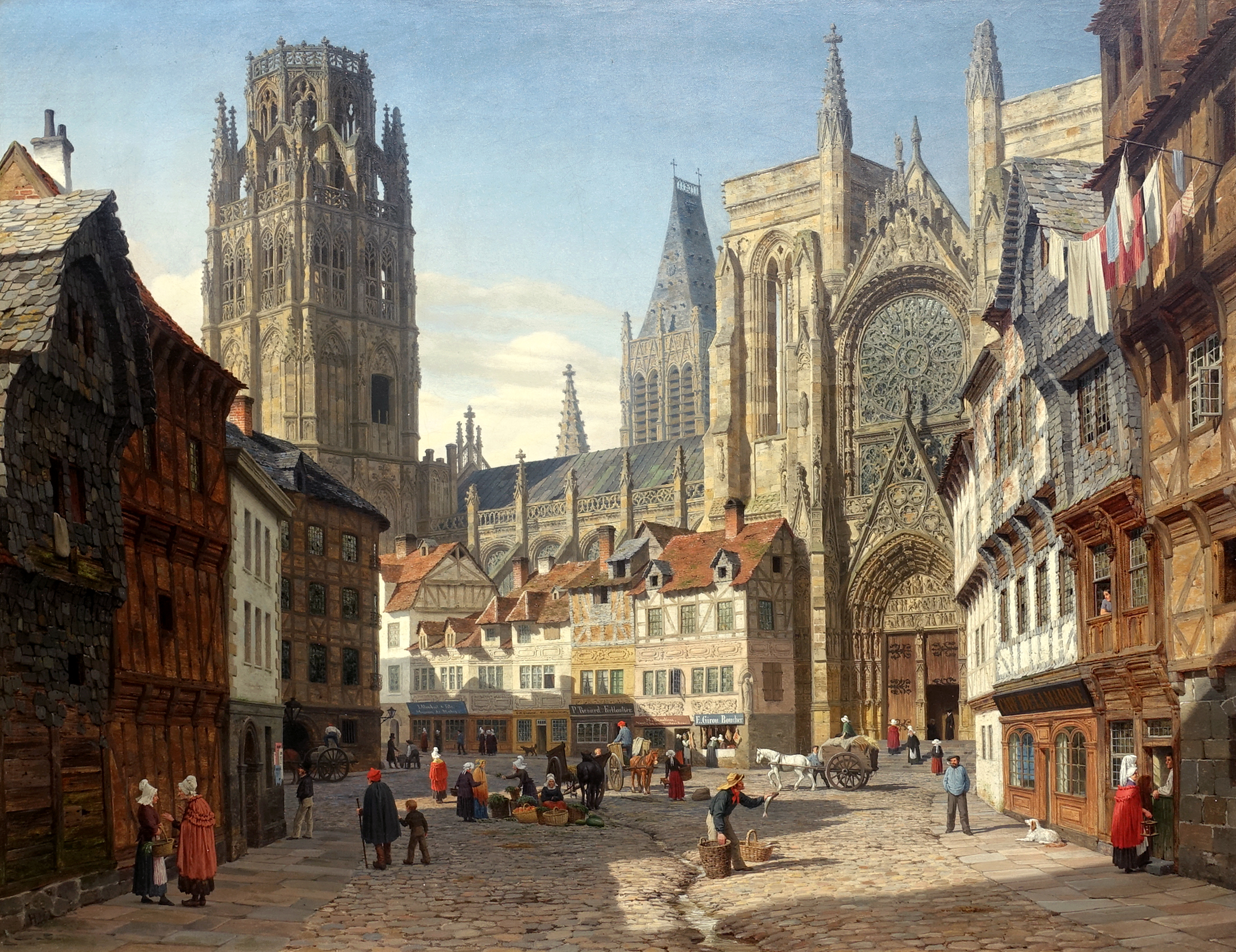
Kathedrale von Rouen Frankreich

Heinrich Hansen (* 23. November 1821 in Hadersleben; † 11. Juli 1890 in Frederiksberg) war ein dänischer Maler.

## Leben
Hansens Vater war ein Färber aus Flensburg. Heinrich Hansen ging zunächst als Malerlehrling nach Flensburg, als Malergeselle wechselte er schließlich nach Kopenhagen. Dort wurde er 1842 Schüler der Akademie der schönen Künste, um sich zum Dekorationsmaler auszubilden. Als solcher war er bei den Malereien an der Außenseite des Thorwaldsen-Museums und denen der Kapelle Christians IV. im Dom zu Roskilde beschäftigt.
Nachdem er 1847 die bedeutendsten Kunststädte Deutschlands besucht hatte, wurde er 1864 Lehrer der Perspektive an der Kunstakademie und begann mit Architekturmalerei, machte aber, um seine Kenntnis malerischer Gebäude zu erweitern, noch Reisen durch das westliche Europa bis Spanien. Ab 1868 hatte er längere Zeit die künstlerische Leitung von Bing & Grøndahl, deren Programm er mit seiner Vorliebe für die Nordische Renaissance prägte. Hansen schuf Tafelgerätfolgen mit den Ansichten der Schlösser der dänischen Könige und 1873 nahm er mit einer Riesenvase an der Weltausstellung in Wien teil, die er innen mit einer Ansicht des Petersdoms in Rom ausgemalt hatte.
Von seinen Bildern, die sich im Allgemeinen durch eine feine Führung des Lichts auszeichnen, sind vier in der Galerie zu Kopenhagen, unter ihnen das Zimmer Christians IV. im Schloss Rosenborg. 1875 besuchte er Italien und hielt sich 1878 in Frankreich auf. In diesem Jahr konnte Hansen anlässlich der großen Kunstausstellung des Pariser Salons seine Werke Saal der vier Türme im Dogenpalast zu Venedig und Wohnzimmer eines Lübecker Kaufmanns im 16. Jahrhundert präsentieren.

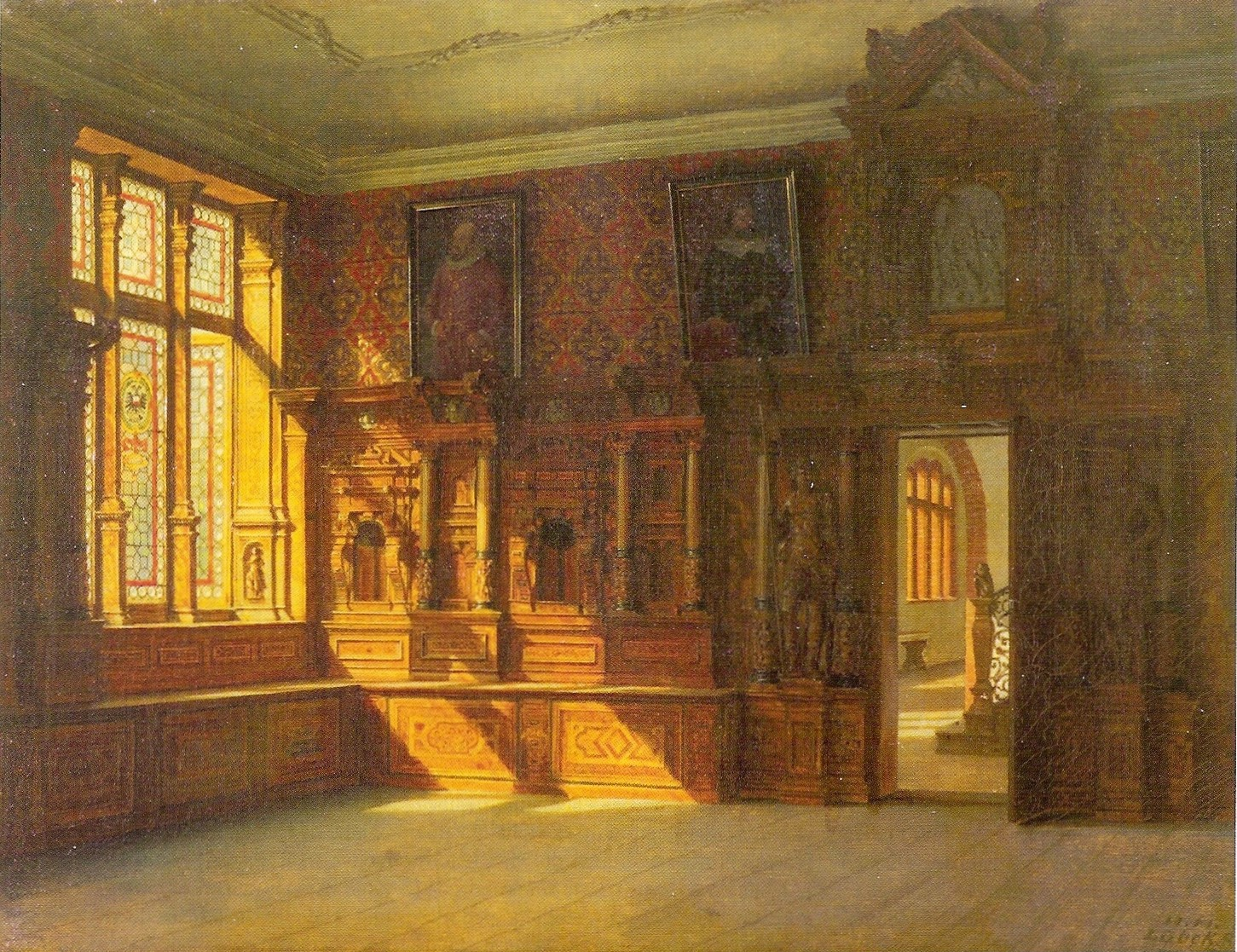
Kriegsstube (1881)

1888 wurde er für sein Gemälde des Lübecker Rathaussaales zum Ehrenmitglied der Akademie der Künste in Stockholm ernannt. Das Bild befindet sich im Bestand des Schwedischen Nationalmuseums.
2009 erwarb das St.-Annen-Museum in Lübeck ein Gemälde Hansens, das die von dem Lübecker Renaissance-Bildschnitzer Tönnies Evers der Jüngere geschnitzte Kriegsstube des Lübecker Rathauses im Jahr 1881 zeigt. Die Kriegsstube verbrannte beim Luftangriff auf Lübeck im März 1942.
Im Alter von fast 70 Jahren starb Heinrich Hansen 1890 in Frederiksberg.